# Крустен, Эрни
Эрни Крустен (эст. Erni Krusten, в СССР — Крустейн Эрнст Янович; 30 апреля 1900, Мурасте, Харьюмаа — 16 июня 1984, Таллин) — эстонский советский писатель. Заслуженный писатель Эстонской ССР (1959), народный писатель Эстонской ССР (1972). Лауреат Литературной премии Эстонской ССР имени Юхана Смуула (1970).

## Биография
Родился в семье садовника и с 1915 года работал садовником. Печатался с начала 1920-х гг. Делал попытки жить литературным трудом, но это удавалось только с перерывами.
После советизации Эстонии в июне 1940 года оставался в стране, с января 1941 года недолго работал в литературно-искусствоведческом журнале «Viisnurk» («Советская звезда»). Во время немецкой оккупации Эстонии (1941—1944) был редактором газеты в Раквере. После окончания войны снова некоторое время работал садовником, с 1950 года жил и работал в Раквере. С 1957 года — в Таллине. Жил на улице Рахва Малева, д. 35. Похоронен на Лесном кладбище Таллина.
В своих произведениях пытался анализировать изменения в психологии людей после восстановления Советской власти в Эстонии в 1940.

## Память
В 1991 году на доме в Раквере (улица Кастани, 17), где жил Крустен, установлена памятная доска.